# Diana constitucional política y mercantil de la villa de Reus
La Diana Constitucional Política y Mercantil de la villa de Reus va ser un periòdic liberal aparegut a Reus el 2 d'abril de 1822, hereu del Periódico Político y Mercantil de la villa de Reus i fundat, igual que el Periódico... pel síndic i metge Jaume Ardèvol i altres components de la "Tertúlia Patriòtica", amb la voluntat de defensar el sistema constitucional.

## Origen
El Trienni Liberal ens ofereix una visió sintètica del que serà la primera meitat del segle xix a Catalunya i Espanya: la confrontació entre el vell i el nou règim, entre l'absolutisme i el liberalisme, entre la revolució i la contrarevolució, i en aquest context hem d'inserir la Diana Constitucional política y mercantil de la villa de Reus. A partir del març de 1820, amb la restauració de la Constitució de Càdis, s'aprovà la nova Llei de Llibertat d'Impremta, molt avançada per l'època, que propicià l'aparició durant el Trienni d'una gran quantitat de periòdics de signe liberal o reialista conservador. La Diana Constitucional... s'insereix en aquest moment històric, afavorit pel sentiment liberal d'una part important de la burgesia i els menestrals reusencs.

## Història
Des del primer número fins al final, el 29 de setembre de 1822 l'administració i la impressió anaven a càrrec de la Impremta de la Viuda Compte, al carrer Major. Sortiren en total 78 números.
Segons els mateixos redactors, van deixar d'editar la publicació a finals de setembre per problemes amb els correus ocasionats per la guerra de la Regència d'Urgell, però tot sembla indicar que en aquell moment, van optar per defensar el sistema constitucional per altres mitjans, com ara les armes. Pere Gras diu que els seus redactors val llençar "la pluma para empuñar el fusil".

## Continguts
El contingut abastava informació econòmica i política, tant de Reus i comarca com de Catalunya i l'estat. Alhora volia recollir les opinions dels lectors. Però la radicalització dels enfrontaments entre liberals moderats i exaltats i entre constitucionalistes i reialistes aniran ocupant cada com més espai a la Diana Constitucional, tant a les pàgines dedicades a notícies com a les dedicades a opinions.
El nom triat pel periòdic és programàtic: “Mucho hemos discurrido sobre qué nombre le daríamos, pues unos querían nombrarle con una voz altisonante, otros quería otra, y muchos nos aconsejaron después de todos estos debates que llamásemos a nuestro periódico Diana Constitucional Política y Mercantil. Hemos preferido esta nomenclatura porque expresa con más claridad todas las materias de las que nos hemos propuesto tratar. Nuestra Diana caminará sin desviarse unatilde por la senda constitucional”
Un dels aspectes més interessants del periòdic és l'ampli espai que es dedicava a recollir opinions de tots tipus sobre aspectes diversos de la dinàmica política i social del Trienni. A les seccions “Discurso político”, “Variedades” o “Artículo comunicado” és on destaquen les participacions assídues i anònimes de : El Aldeano, El Despreocupado, El Liberal, El Patriota, El Amante de su Patria, El Amigo de la Verdad, El Vigilante, El Filantrópico, S.P.R. [Sixt Pàmies Rovellat], J.S.C., P.M.P., que intenten amb un llenguatge planer i a l'abast de tothom propagar les idees constitucionals i refutar les reialistes.
El periodista i historiador reusenc Francesc Gras i Elías comenta: "Era una eterna loa a D. Rafael del Riego, a los expatriados piamonteses que habían intentado inútilmente en Italia asentar nuestro código de 1812, y refugiados algunos de ellos en nuestra ciudad se alistaban voluntariamente en la milicia, y hacían alarde públicamente de su amor a la libertad, al progreso y a la Tribuna Patriótica".
La Diana Constitucional va complir perfectament el seu doble paper de mitjà d'informació amb notícies d'arreu de Catalunya i de l'estat i de mitjà d'opinió participant en el debat polític del país, defensant els principis constitucionals i els posicionaments del liberalisme exaltat. La propaganda política i ideològica liberal que trobem a la Diana Constitucional, és força comuna arreu del país: crítica aferrissada de l'Antic règim i de la monarquia absoluta, sobretot en dos aspectes: la desigualtat i el poder absolut, bases de la injustícia, l'explotació del poble i la misèria del país; defensa de la Constitució com a garantia de llibertat, propietat, seguretat i igualtat, amb les seves connotacions pràctiques: llibertat d'impremta, igualtat en la contribució i el servei militar, elecció dels representants, Corts. etc.

## Equip de redacció
El director del periòdic i un dels fundadors era el jutge Paulino de los Arcos, i entre els membres de la redacció destaquen el metge Pere Mata (pare de Pere Mata Fontanet), el farmacèutic Antoni Andreu Carrera, el prevere de Sant Pere, Prudenci Marcó Casas, l'advocat Joan Baptista Simó Cases, el primer alcalde del Trienni Marià Fonts Ciurana, el Comandant de la Milícia de Reus i diputat provincial Marcel·lí Vallduví, l'alcalde liberal Joan Rincón i alguns expatriats italians, tots plegats eren assidus a la Tribuna Patriòtica de la ciutat. A més, hi havia les col·laboracions ciutadanes. El periòdic edità alguns números monogràfics, a part de l'edició normal, amb els articles més interessants.

## Aspectes tècnics
Era un tri-setmanari que sortia els dimarts, els divendres i els diumenges, tenia quatre pàgines de format foli a dues columnes. Aquest format és característic del període, ja que tradicionalment la premsa s'editava en format quart. El creixement de mida de la pàgina de quart a foli significa una distribució diferent de l'espai, amb la composició a dues columnes i la percepció visual d'un periòdic amb més informació. Es venia a 4 quarts el número i la subscripció mensual costava 5 rals (més o menys el jornal diari d'un obrer). Pel que fa a la distribució de les informacions se segueix una mena de model que va de les informacions més llunyanes o foranes (estrangeres, d'Espanya, de les Corts, o d'altres indrets de Catalunya), a les més properes o ciutadanes. Per altra banda hi ha una mena de divisió temàtica: una part informativa d'aspectes diversos i una part d'opinió (els articles comunicats, els discursos polítics) que cada cop aniran eixamplant-se més. S'imprimia a la Imprenta Nacional de la viuda Compte.

## Localització
Col·lecció completa a la Biblioteca Central Xavier Amorós. Reus